# PhpGedView
PhpGedView är en fri PHP-baserad webbapplikation för att publicera genealogiska data på internet.